# 馬蹄露
馬蹄露是一款中式糖水，常見於香港及華南一帶，在甜品店及一些酒樓都有提供。其成份包括切成細粒的馬蹄，加入糖及蛋花煲成。熱或冷食均可，有消暑解熱及滋潤的功效。